# Literatura łacińska
Literatura łacińska to eseje, historie, wiersze, sztuki i inne formy pisemne zapisane łaciną. Od powstania języka około III wieku p.n.e. minęły dwa wieki zanim została dominującym językiem literatury starożytnego Rzymu. Literatura łacińska może być nazwana kontynuacją literatury starogreckiej, z powodu kontynuacji wielu podobnych form literackich.
Łacina nie tylko była językiem starożytnych Rzymian, ale także lingua franca Europy w czasach średniowiecza. Z tego powodu, łacińska literatura to nie tylko autorzy tacy jak Cyceron, Wergiliusz, Owidiusz i Horacy, ale także św. Augustyn, Francis Bacon, a nawet Baruch Spinoza.

## Historia

### Literatura archaiczna
Właściwa literatura łacińska rozpoczęła się w 230 roku p.n.e., kiedy Rzymska widownia obejrzała łacińską wersję greckiej sztuki. Tłumaczem był Grek Liwiusz Andronikus, przywieziony do Rzymu jako więzień w 272 roku p.n.e. Andronikus przetłumaczył również Odyseję. Pierwszym poetą zapisującym swoje dzieła o tematyce rzymskiej w łacinie był Gnejusz Newiusz. Stworzył epos o pierwszej wojnie punickiej, w której brał udział. Dramaty Newiusza były przeważnie oparte na greckich oryginałach, ale tworzył także tragedie na podstawie rzymskich mitów i historii.
Enniusz Quintus napisał Roczniki, opisujące historię Rzymu od jego powstania do czasów współczesnych pisarzowi. Zaadaptował grecki heksametr daktyliczny, który stał się standardowym metrum łacińskich epopei. Zyskał również sławę jako dramaturg. W tym polu, jego najbardziej promienni następcy to Pakuwiusz oraz Akcjusz. Rzadko wykorzystywali historie oraz mitologię rzymską, częściej używając greckich dzieł. Ocalały tylko fragmenty ich sztuk.
Ze względu na przetrwałe 20 sztuk Plauta oraz 6 Terencjusza, o wiele więcej wiadomo na temat wczesnej komedii. Dzieła Plauta zawierały w sobie piosenki, dużo humoru słownego oraz sytuacyjnego. Dzieła Terencjusza były bardziej stonowane, dotyczyły sytuacji powszechnych w życiu codziennym. Na jego pracach wzorowali się komediopisarze francuscy oraz angielscy w XVII wieku, a także współczesna komedia amerykańska.

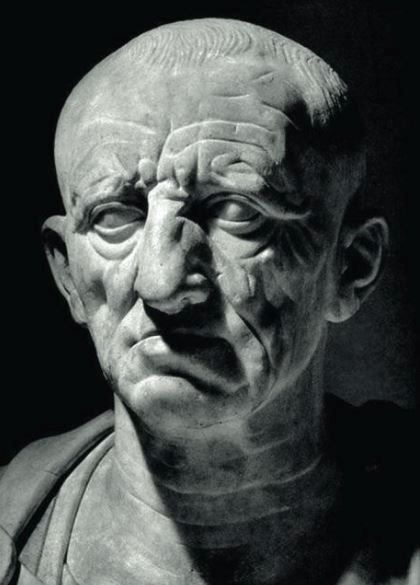
Kato Starszy

Proza z tego okresu najlepiej jest znana dzięki utworowi O gospodarstwie wiejskim autorstwa Kato Starszego. Kato spisał też pierwszą łacińską historię Rzymu i innych miast włoskich. Był pierwszym politykiem rzymskim zapisującym swoje przemowy w celu wywierania wpływu na opinii publicznej.
Okres łaciny archaicznej zakończył się wraz z 30 tomami Satyr autorstwa Lucyliusza.

### Złoty wiek
Za złoty wiek literatury łacińskiej uważało się lata od 81 r. p.n.e. do 17 r. n.e., ale najnowsze badania podważają założenia, które wynoszą dokonania tych dzieł w stosunku do prac wcześniejszych i późniejszych. Ten okres wyznaczają daty pierwszej przemowy Cycerona i śmierci Owidiusza.

#### Czasy Cycerona

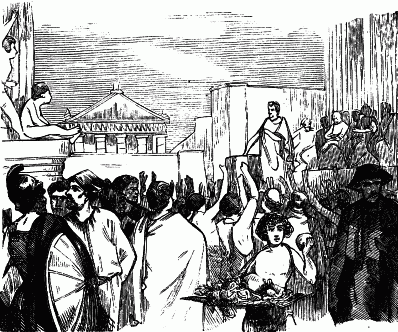
Rzymski mówca

Cyceron przez wielu badaczy jest uważany za mistrza łacińskiej prozy.
Jego zapiski tworzone od około 80 r. p.n.e. do jego śmierci w 43 r. p.n.e. przewyższają pod względem ilości, różnorodności gatunkowej i poruszanych tematów prace wszystkich innych pisarzy łacińskich. Dzieła Cycerona można podzielić na cztery główne grupy:
- listy,
- traktaty retoryczne,
- prace filozoficzne,
- przemówienia.

Jego listy zawierają pełną detali informację na temat ważnego w historii Rzymu okresu, oraz przedstawiają obraz życia publicznego i prywatnego ówczesnej klasy rządzącej. Prace na temat retoryki są najcenniejszym łacińskim źródłem na temat edukacji i sztuki przemawiania w czasach starożytnych. Jego dzieła na temat filozofii stały się podstawą filozofii moralnej w średniowieczu, a przemówienia inspirowały wielu europejskich i amerykańskich przywódców politycznych.
Juliusz Cezar i Salustiusz to historycy czasów Cycerona. Cezar pisał komentarze na temat wojen galijskich i domowych w bezpośrednim stylu w celu uzasadnienia swoich decyzji jako generał. Salustiusz nie poprzestawał na czystym opisie faktów, stara się je też interpretować. Jego styl jest dysharmoniczny, zdania sprawiają wrażenie „rwanych”.

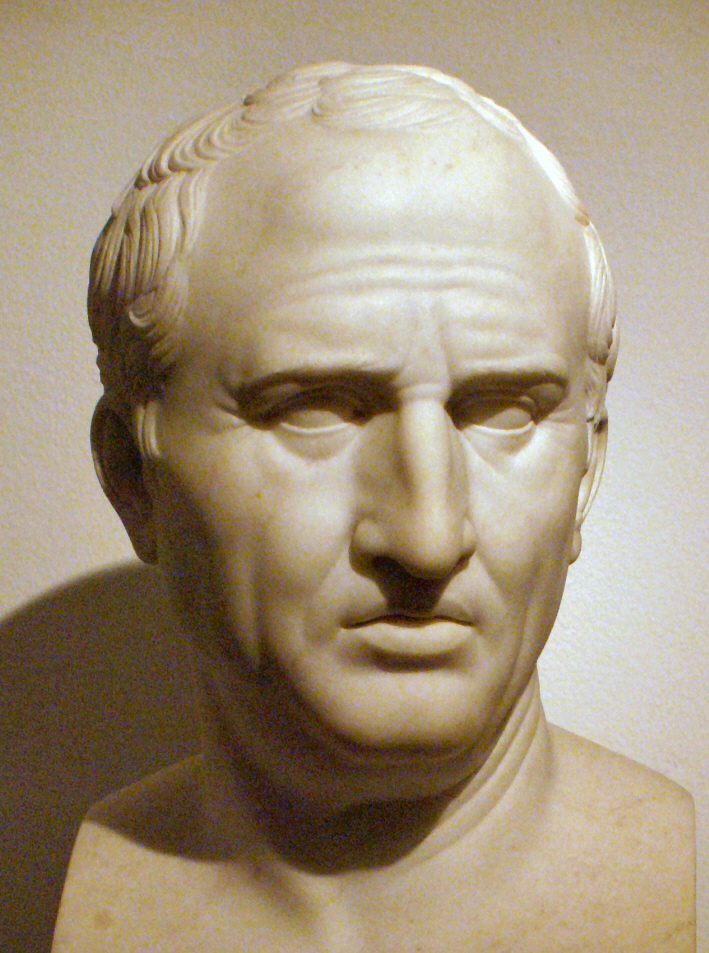
Cyceron

Narodziny łacińskiej poezji lirycznej pokrywają się z tym okresem. Najbardziej znana jest poezja Katullusa – tematyka jego dzieł jest bardzo szeroka, od erotyków, do inwektyw politycznych.
Jednym z najbardziej wykształconych pisarzy tego okresu był Marek Terencjusz Warron. Został nazwany „najlepiej wykształconym Rzymianinem” przez Kwintyliana. Jego prace dotyczyły dużej ilości tematów, od religii do polityki. Jedyne prace, które przetrwały, dotyczą uprawy roli oraz języka łacińskiego.

#### CzasyAugusta
Wergiliusz opublikował swoje Eklogi, Georgiki, a także Eneidę, epopeję opisującą powstanie Rzymu. Pomimo tego, że Wergiliusz zmarł, zanim dokończył swoją pracę, Eneida uważana jest za największe dzieło literatury łacińskiej. 

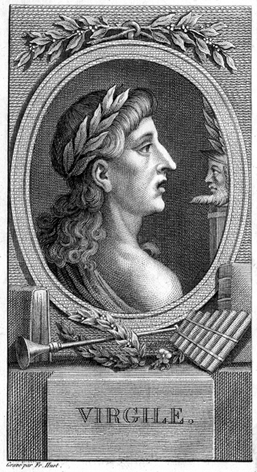
Wirgiliusz

Przyjaciel Wergiliusza, Horacy, napisał Epody, Ody, Satyry i Listy. Sztuka Poezji, najprawdopodobniej opublikowana jako osobna praca, w dużym stopniu wywarła wpływ na późniejsze teorie poezji. Po śmierci Wergiliusza Horacy został pierwszym poetą Rzymu.
Łacińska elegia została rozwinięta poprzez prace Tibullusa, Propercjusza i Owidiusza. Większość dzieł stanowiły erotyki. Owidiusz napisał też Fasti, opisujące rzymskie święta i ich mityczne pochodzenie. Najlepiej znane dzieło Owidiusza, Metamorfozy, ujmuje rzymską mitologię w system chronologiczny. Utwór był najbardziej znanym źródłem wierzeń rzymskich w średniowieczu i renesansie. Inspirował wielu poetów, malarzy i kompozytorów.
Tytus Liwiusz spisał 142 tomową historię Rzymu. Przetrwało tylko 35 tomów, ale stanowią one jedno z głównych źródeł wiedzy na temat Rzymian.

### Okres imperium
Podczas rządów Nerona, stoik Seneka Młodszy pisał dialogi oraz listy na temat litości i wielkoduszności. W swoich zagadnieniach przyrodniczych badał trzęsienia ziemi, powodzie i sztormy. Tragedie Seneki miały duży wpływ na rozwój dramatów w Europie. Jego bratanek Lukan stworzył Pharsalia, epopeję historyczną opisującą wojnę domową pomiędzy Cezarem a Pompejuszem. Satyricon autorstwa Petroniusza uznaje się za pierwszą łacińską powieść. Przetrwały tylko fragmenty dzieła. Opisuje przygody nisko urodzonych postaci, w świecie absurdu, ekstrawagancji i drobnych przestępstw.
Eposy powstałe w tym czasie to między innymi Argonautica Waleriusza Flakkusa, Tebaida Stacjusza oraz Punica Siliusza. Marcjalis przyczynił się do rozwoju epigramatu. Juwenalis tworzył w tym czasie swoje Satyry.
Historyk Tacyt stworzył mroczny obraz młodego imperium w swoich Dziejach i Rocznikach. Współczesny mu Swetoniusz spisał biografie 12 władców Rzymu, od Juliusza Cezara po Domicjana. Listy Pliniusza Młodszego opisują życie Rzymian. Kwintylian stworzył najlepiej zachowaną pracę na temat starożytnej edukacji. Inne ważne dzieła z II wieku naszej ery to między innymi Noce attyckie Gelliusza, zbiór anegdot i dyskusji dotyczących literatury; listy mówcy Marka Korneliusza Frontona do Marka Aureliusza; Metamorfozy (złoty osioł) Apulejusza.

### Łacina w średniowieczu i renesansie
Pogańska literatura łacińska zakończyła się w IV wieku n.e. Ostatni pisarze to historyk Ammianus Marcellinus, retoryk Kwintus Aureliusz oraz poeci Auzoniusz i Rutilius Namatianus.
Zaczęła w tym czasie powstawać chrześcijańska literatura łacińska. Byli to tacy pisarze jak Augustyn z Hippony, Hieronim ze Strydonu oraz Ambroży z Mediolanu, a także pierwszy chrześcijański poeta, Prudentius.
Łacina była dalej używana jako lingua franca w Europie. Dzieła Kartezjusza, Francisa Bacona i Barucha Spinoza powstawały w łacinie. Nawet w XVII wieku angielscy poeci dalej tworzyli w tym języku. Łacina dalej pozostaje niezbędna dla osób chcących czytać prace dotyczące językoznawstwa, literatury i filozofii. Najnowsze wielkie dzieła spisane w łacinie to prace Swedenborga, Linneusza, Eulera oraz Gaussa.

## Cechy charakterystyczne literatury łacińskiej
Wiele z łacińskich dzieł przedstawiają rzymskie zainteresowanie retoryką, krasomówstwem i przekonywaniem. Występowanie przed tłumem było ważne dla wyedukowanych Rzymian, ze względu na duże zainteresowanie polityką. Za czasów republiki, sztuka mówienia decydowała o tym, kto zostanie wybrany i jakie ustawy przejdą przez senat. W czasie imperium, krasomówstwo straciło na swoim znaczeniu, ale dalej odgrywało ważną rolę w literaturze.

### Język i forma
Łacina jest bardzo fleksyjnym językiem, z dużą ilością form gramatycznych. Umożliwia to wyrażanie się w sposób zwięzły i dokładny. Składnia łaciny pozwala też na tworzenie długich form, które dalej stanowią logiczną całość. Pierwszą z tych cech wykorzystywali Salustiusz i Tacyt, drugą Liwiusz i Cyceron.
Łacina nie posiada tak bogatego słownictwa jak greka. Niektóre wczesne teksty próbowały tworzyć własne skomplikowane wyrazy, tak jak robili to Grecy. Rzymscy pisarze rzadko tworzyli neologizmy. Z wyłączeniem epopei, używali znanego słownictwa, nadając mu wartość poetycką przez łączenie słów i dźwięków. Główni poeci Rzymu posiadali ogromną wiedzę techniczną dotyczącą języka oraz poezji greckiej.